# Dennis Sandole
Dennis Sandole (* 29. September 1913 in Philadelphia als Dennis Sandoli; † 29. Oktober 2000 ebenda) war ein US-amerikanischer Jazzgitarrist, Musikpädagoge und Komponist, der einen großen Einfluss als Lehrer zahlreicher Jazzmusiker hatte.
Sandole begann als Kind autodidaktisch Gitarre zu spielen und trat mit seinem jüngeren Bruder Adolph Sandole in den 1930er Jahren in Clubs seiner Heimatstadt auf. Seine Karriere als Profimusiker begann er in den Bands von Ray McKinley, Tommy Dorsey, Boyd Raeburn, Gene Krupa und Charlie Barnet. Später zog er nach Kalifornien, um dort als Studiomusiker zu arbeiten. Er wirkte dann bei Aufnahmen und Filmsoundtracks mit, u. a. bei Billie Holiday und Frank Sinatra. Um 1945 kehrte er nach Philadelphia zurück, wo er ab Anfang der 1950er Jahre als Musikpädagoge tätig war; dabei war er auch Mentor von John Coltrane, als er ihm Musiktheorie und die Musik anderer Kulturen vermittelte. Zu seinen Gitarrenschülern zählten Harry Leahey, Jim Hall, Pat Martino, Joe Diorio und Dale Bruning, der spätere Lehrer von Bill Frisell. Auch Musiker wie James Moody, Michael Brecker, Sumi Tonooka, Cannonball Adderley, Art Farmer, Reggie Workman, Tommy Flanagan, George Benson, Matthew Shipp und Bobby Zankel hatten Unterricht bei Sandole. 1981 veröffentlichte er das Lehrbuch Guitar Lore (Theodore Presser Company). Unter eigenem Namen nahm er erstmals 1956 ein Album (Modern Music From Philadelphia) auf; 1999 entstand noch für Cadence Jazz Records The Dennis Sandole Project, das Ausschnitte aus seinem Jazz-Ballett-Oper „Evenin' Is Cryin'“ enthielt, die er während der 1960er und 1970er Jahre komponiert hatte.